# Prociphilus chaenomelis
Prociphilus chaenomelis är en insektsart. Prociphilus chaenomelis ingår i släktet Prociphilus och familjen långrörsbladlöss. Inga underarter finns listade i Catalogue of Life.